# Maltschacher See
De Maltschacher See is een klein Oostenrijks meer ongeveer vijf kilometer ten zuidoosten van Feldkirchen in Karinthië.
In het westen van het meer is er een laaglandmoeras. De uitstroom van het meer voedt de Strußnigteich, een kweekvijver waar karpers worden gekweekt, vier kilometer ten zuidoosten van de Maltschacher See.

## Flora en fauna
Het meer kende oorspronkelijk een dichte gordel van riet en waterplanten. De in 1975 uitgezette graskarper vernietigde zowel waterplanten als rietgordels. Sinds 1991 wordt de graskarper echter niet meer waargenomen.
In het meer leven 15 vissoorten. De belangrijkste soorten zijn baars, brasem en alver. Ook karper, zeelt en snoekbaars komen voor.

## Toerisme
Aan de Maltschacher See liggen een camping, een bungalowpark en restaurants. In de directe omgeving zijn een tweede camping en diverse pensions.

## Externe links

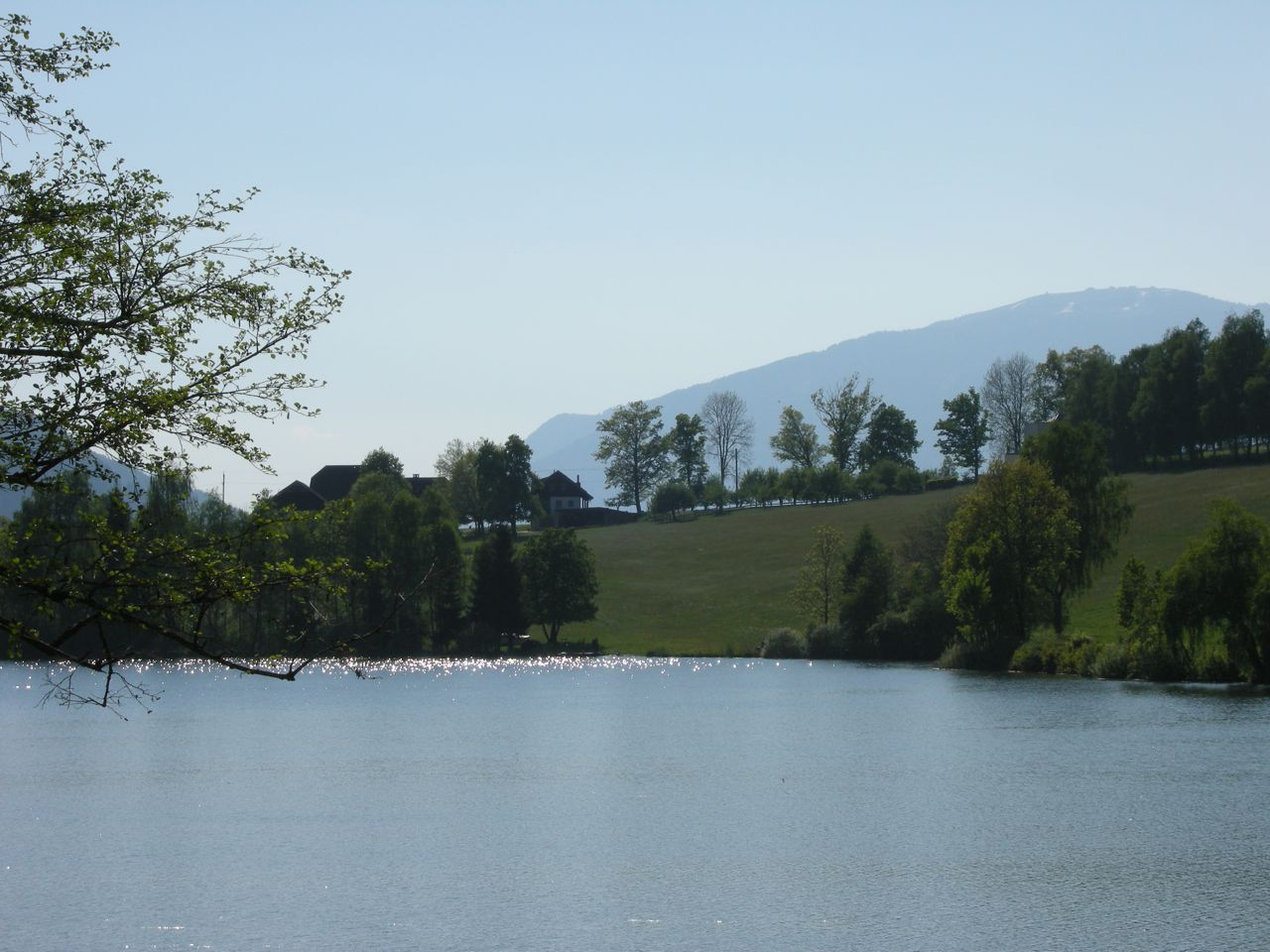
Maltschacher See uit het oosten
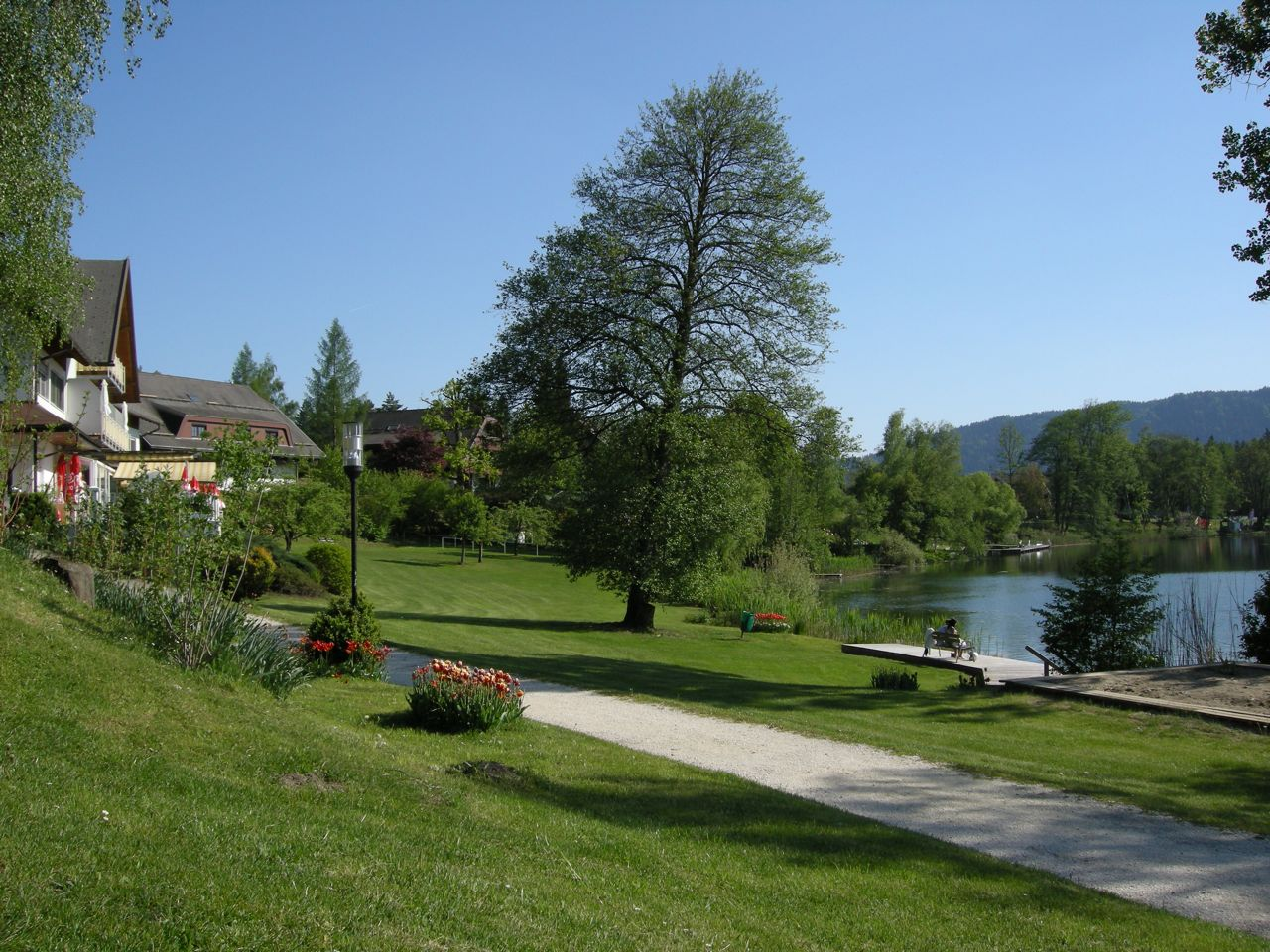
Maltschacher See, Gasthof